# Chariesthes wilmoti
Chariesthes wilmoti är en skalbaggsart som beskrevs av Pierre Lepesme och Stefan von Breuning 1955. Chariesthes wilmoti ingår i släktet Chariesthes och familjen långhorningar.
Artens utbredningsområde är:
- Benin.
- Sierra Leone.

Inga underarter finns listade i Catalogue of Life.